# Kimberley Davies
Kimberley Davies (* 20. Februar 1973 in Ballarat, Victoria) ist eine australische Schauspielerin.
Sie begann ihre Karriere 1993 mit der Rolle der Annalise Hartman in der Fernsehserie Nachbarn (Neighbours) und hatte in Ally McBeal und Friends Gastauftritte. Sie ist seit 1997 mit Jason Harvey verheiratet und hat mit ihm drei Kinder.
Sie zog nach neun Jahren in Los Angeles wieder nach Australien.
2005 nahm sie an der Reality Show I’m a Celebrity…Get Me Out of Here!, der britischen Version von Ich bin ein Star – Holt mich hier raus!, teil.

## Filmografie (Auswahl)
- 1997: True Love and Chaos
- 2000: Ein Freund zum Verlieben (The Next Best Thing)
- 2000: Psycho Beach Party
- 2001: Feather Pimento
- 2001: Made
- 2001: The Shrink is in – Wahnsinn auf zwei Beinen! (The Shrink Is In)
- 2002: Countdown – Der Tod fährt mit (Seconds to Spare)
- 2002: The Month of August